# Varanger

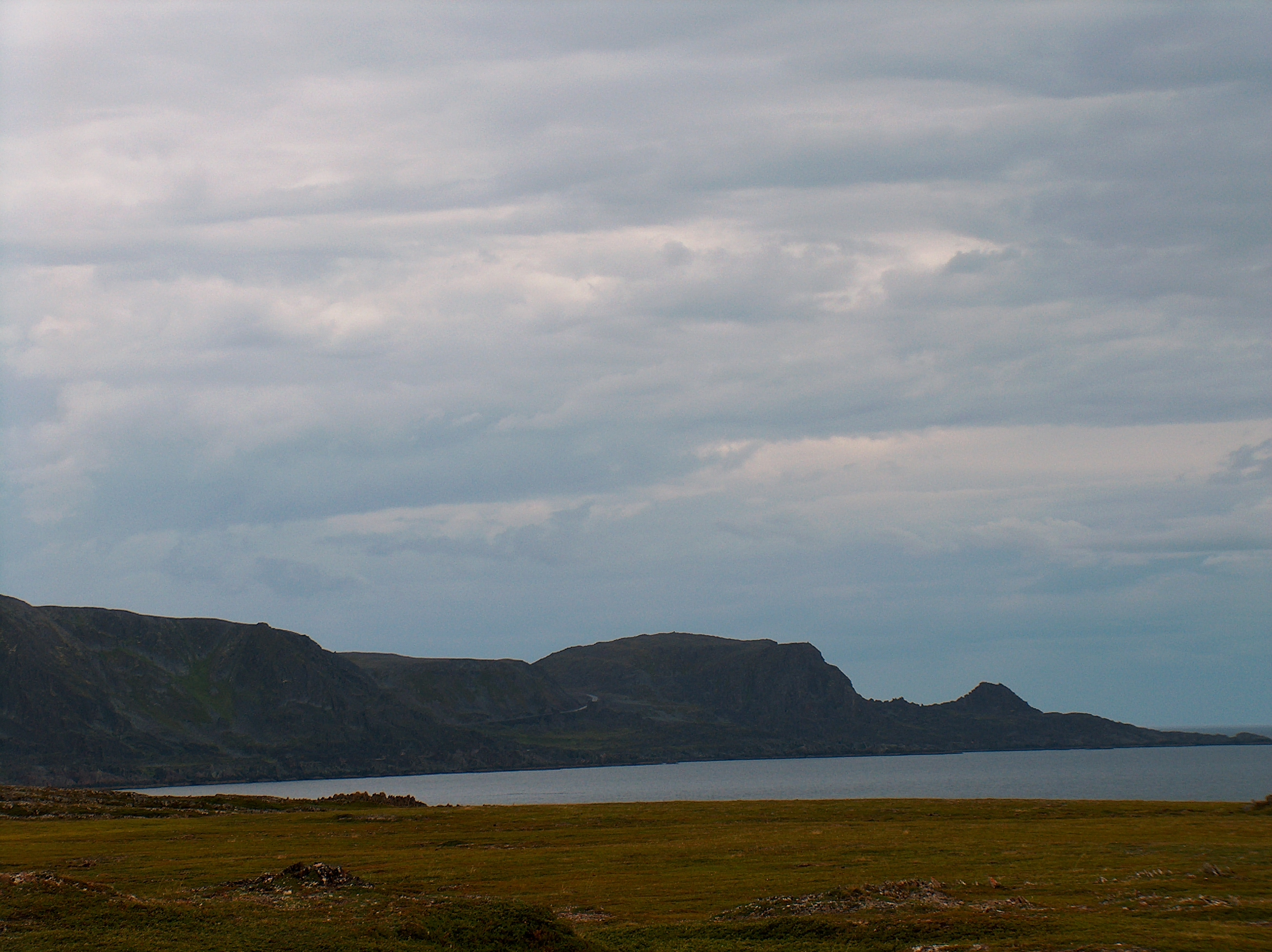
Wybrzeże półwyspu

Varanger (norw. Varangerhalvøya) – półwysep w północnej Norwegii, w okręgu Troms og Finnmark. Zajmuje powierzchnię 3300 km².